# Eckhard Plümacher
Eckhard Plümacher (* 23. Oktober 1938 in Remscheid; † 12. Dezember 2021 in Berlin) war ein deutscher evangelischer Theologe, Bibliothekar und Autor. Er trat besonders durch Forschungen zur Apostelgeschichte sowie den apokryphen Apostelakten hervor.

## Werdegang
Plümacher studierte Evangelische Theologie an den Universitäten Bonn, Zürich und Göttingen. Schon während seines Studiums spezialisierte er sich auf das Neue Testament. Nach dem Fakultätsexamen im Jahr 1965 war er wissenschaftlicher Assistent in Göttingen. Hier wurde er 1968 bei Hans Conzelmann mit der Arbeit Untersuchungen zum Verhältnis der Apostelgeschichte des Lukas zur hellenistischen Literatur zum Dr. theol. promoviert. Im selben Jahr ging er nach Berlin, wo er nach dem dortigen Referendariat und der Prüfung für den höheren Dienst an wissenschaftlichen Bibliotheken in Köln 1974 Bibliotheksdirektor der Bibliothek der Kirchlichen Hochschule Berlin (West) wirkte. Im Rahmen der 1993 erfolgten Fusion der Hochschule mit der Theologischen Fakultät der Humboldt-Universität wurde er zum Bibliotheksdirektor der Theologischen Fakultät ernannt und leitete die Zweigbibliothek Theologie der Universitätsbibliothek, bis er 2003 in den Ruhestand trat. Zu diesem Anlass veröffentlichten seine Kollegen und Schüler eine Festschrift zu seinen Ehren (siehe Literatur).
Plümacher war Mitglied der Studiorum Novi Testamenti Societas (SNTS – the International Society for New Testament Studies), der Wissenschaftlichen Gesellschaft für Theologie sowie der Rudolf-Bultmann-Gesellschaft für Hermeneutische Theologie.

## Schriften (Auswahl)
Eine ausführliche Bibliografie findet sich in der Festschrift, siehe unter Literatur.
- Lukas als hellenistischer Schriftsteller. Studien zur Apostelgeschichte. (= Studien zur Umwelt des Neuen Testaments, Band 9), Vandenhoeck und Ruprecht, Göttingen 1972, ISBN 3-525-53360-8 [gedruckte Form der Dissertationsschrift].
- Apokryphe Apostelakten. (= Sonderausgaben der Paulyschen Realencyclopädie der Classischen Altertumswissenschaft), Druckenmüller, München 1978.
- Identitätsverlust und Identitätsgewinn. Studien zum Verhältnis von kaiserzeitlicher Stadt und frühem Christentum. (= Biblisch-theologische Studien, Band 11), Neukirchener Verlag, Neukirchen-Vluyn 1987, ISBN 3-7887-1237-6.
- Geschichte und Geschichten. Aufsätze zur Apostelgeschichte und zu den Johannesakten. (= Wissenschaftliche Untersuchungen zum Neuen Testament, Band 170), Mohr Siebeck, Tübingen 2004, ISBN 3-16-148275-1.